# Kloster St. Georg von Jubin
Das Kloster St. Georg von Jubin (San Giorgio di Iubino) war eine Zisterzienserabtei in der heutigen Türkei. Es lag in der Nähe von Antakya, dem früheren Antiochien, in der heutigen türkischen Provinz Hatay, in den „Schwarzen Bergen“.

## Geschichte
Das bereits bestehende, jedoch noch keinem Orden angehörende Kloster wurde 1214 in den Zisterzienserorden überführt, nachdem der Exabt von Lucedio im Piemont, Pietro II., 1209 lateinischer Patriarch von Antiochien geworden war. Es war ein Tochterkloster von Kloster Lucedio aus der Filiation der Primarabtei La Ferté. Um 1215 wurde von Jubin aus das Priorat St. Blasius in Nikosia gegründet. Mit der Eroberung von Antiochien durch die Mamluken im Jahr 1268 fand das Kloster sein Ende, die Mönche siedelten zunächst nach Kloster Beaulieu in Zypern über. Es hatte seine Fortsetzung im Jahr 1302 in dem Kloster S. Maria di Iubino (oder dello Zerbino) bei Genua in Ligurien. Dieses ist jedenfalls vor 1600 in Kommende gefallen und wurde 1618 verkauft.

## Weblink
- Website der Certosa di Firenze